# دونالد سانغستر
دونالد سانغستر كان كاتب عدل ومحامي من جامايكا، ولد في 26 أكتوبر 1911، وكان ثاني رئيس وزراء في جامايكا للفترة من 23 فبراير 1967 حتى وفاته في 11 أبريل 1967.